# 第58回朝日新聞社杯競輪祭
第58回朝日新聞社杯競輪祭は、2016年11月24日から27日まで、小倉競輪場で行われた競輪のGI競走である。
平成28年熊本地震被災地支援競輪として開催された。

## KEIRINグランプリ2016への道のり
当大会は、当年12月30日に立川競輪場で行われる、KEIRINグランプリ2016の出場権をかけた最後の一戦となる。当大会開幕直前までに、同レースへの優先出場権を得た選手は以下の6名。
| 渡邉一成   | 第31回読売新聞社杯全日本選抜競輪 優勝             |
| 村上義弘   | 第69回日本選手権競輪 優勝                         |
| 中川誠一郎 | 第70回日本選手権競輪 優勝                         |
| 新田祐大   | 第67回高松宮記念杯競輪 優勝                       |
| 岩津裕介   | 第59回オールスター競輪 優勝                       |
| 稲垣裕之   | 第25回寬仁親王牌・世界選手権記念トーナメント 優勝 |

残る3名は、当大会の優勝者ないし、当年11月27日時点における賞金獲得額上位者から選出されるが、以下の1名が賞金獲得額上位者として出場を確定させている（賞金獲得額順位は当年当大会開幕直前時点による）。
- 浅井康太 - 賞金獲得額 第6位

以上の前提に立ち、実質的に決勝戦が行われるまでに残った椅子は2名。そして残る2名の争いは、
- 平原康多 - 同 第7位
- 吉田敏洋 - 同 第8位
- 深谷知広 - 同 第10位
- 武田豊樹 - 同 第12位

に加え、下記に記した決勝戦に進出したメンバーということになった。
当年11月26日に行われた準決勝終了時点では、実質的に残る2名が未決定となっていたが、決勝戦のメンバーの中で、グランプリの出場権を確定させているのは、優先出場権を得ている新田、稲垣の2人だけ。よって、残る2名の選手の選出については、以下のシミュレーションが考えられた。
1. G1優勝者の新田、稲垣、獲得賞金ランク7位平原の3名のいずれかが優勝した場合、7位平原は無条件（落車棄権・失格除く）で確定となり、最後の1枠は以下の通りとなる。
  1. 10位深谷が4着以下かつ12位武田が3着以下の場合は最終日10R特別優秀に出走する8位吉田が確定となる（平原が落車棄権あるいは失格した場合も含む）。
  2. 10位深谷が2着の場合及び3着で12位武田が4着以下の場合は10位深谷が確定となる。
  3. 12位武田が2着の場合は12位武田が確定となる。
2. 10位深谷が優勝した場合、深谷と平原が確定となる。
3. 12位武田を含む上記以外の5選手のいずれかが優勝した場合、当該選手が確定し、深谷は自身が2着に入り平原が5着以下の場合であれば確定するが、それ以外のケースだと平原に出場権を奪われることになる。

以上の件を踏まえて行われたのが決勝戦である。

## 決勝戦

### 競走成績
- 11月27日（日）[3]
- 誘導員…北津留翼（福岡）[4]

| 着 | 車番 | 選手     | 登録地 | 級 班 | 着差     | 決まり手 | 上がり (秒) | H/B | 特記 |
| -- | ---- | -------- | ------ | ----- | -------- | -------- | ----------- | --- | ---- |
| 1  | 7    | 平原康多 | 埼玉   | SS    |          | 捲くり   | 11.2        |     |      |
| 2  | 3    | 武田豊樹 | 茨城   | SS    | 3/4車身  | マーク   | 11.2        |     |      |
| 3  | 9    | 稲垣裕之 | 京都   | SS    | 1車身    |          | 11.5        |     |      |
| 4  | 8    | 芦澤大輔 | 茨城   | S1    | 1/2車輪  |          | 11.1        |     |      |
| 5  | 5    | 金子貴志 | 愛知   | S1    | 3/4車輪  |          | 11.5        |     |      |
| 6  | 6    | 近藤隆司 | 千葉   | S1    | 1車身    |          | 11.4        |     |      |
| 7  | 1    | 深谷知広 | 愛知   | S1    | 2車身    |          | 12.0        | HB  |      |
| 8  | 2    | 新田祐大 | 福島   | SS    | 1車身1/2 |          | 11.8        |     |      |
| 9  | 4    | 新山響平 | 青森   | S2    | 大差     |          | 12.6        |     |      |

### 配当金額
| 枠番二連勝 | 複式   | 3=5   | 370円   |
| 枠番二連勝 | 単式   | 5-3   | 990円   |
| 車番二連勝 | 複式   | 3=7   | 440円   |
| 車番二連勝 | 単式   | 7-3   | 990円   |
| 三連勝     | 複式   | 3=7=9 | 1,970円 |
| 三連勝     | 単式   | 7-3-9 | 6,700円 |
| ワイド     | ワイド | 3=7   | 250円   |
| ワイド     | ワイド | 7=9   | 640円   |
| ワイド     | ワイド | 3=9   | 710円   |

### レース概略
稲垣が単独で絶好の3番手をキープして最終2コーナーからまくり、金子のブロックを交わして、2センターでは先頭に。しかし、これを追った平原が外を踏み、直線で抜け出して2年ぶり3度目の競輪王に輝いた。平原マークの武田が2着に流れ込み、3年連続の関東ワンツー決着。ゴール前で末を欠いた稲垣は3着で、GI連勝は果たせず。 
なおこの結果、平原と武田の関東コンビが土壇場でのグランプリ出場権を獲得した。一方、吉田と深谷の愛知コンビは惜しくもグランプリにあと一歩届かなかった（賞金9位・10位）。

## その他
- 決勝戦の地上波中継は、テレビ東京《TXN系列 全6局ネット》が放送[7]。中継では、現役選手の加藤慎平（競輪祭は出場せず）がゲスト解説を行った[8]。

- 表彰式での優勝者への花束プレゼンターは、稲村亜美が務めた[6][9]。

- 曜日の関係で勤労感謝の日が外れた影響もあり四日間の総売上は、81億5619万9000円（目標額は100億円だった[6]）。4日制以上のGIワーストを更新している（それまでは同年の寬仁親王牌の83億6470万5400円[10][11]）。

### 競走データ
- 新山響平はGI2度目の出場で、初の決勝進出となった[12]。